# James M. Beggs
Pour les articles homonymes, voir Beggs.
James Montgomery Beggs (né le 9 janvier 1926 à Pittsburgh (Pennsylvanie) et mort le 23 avril 2020 à Bethesda (Maryland)) est un fonctionnaire américain qui a été le 6e administrateur de la NASA. 
Nommé par le président Ronald Reagan le 1er juin 1981, il a prêté serment et pris ses fonctions le 10 juillet 1981. Il les a exercées jusqu'au 4 décembre 1985.

## Biographie
Né à Pittsburgh, James M. Beggs est sorti diplômé de l'Académie navale d'Annapolis en 1947 et a servi dans l'United States Navy jusqu'en 1954. En 1955, il a obtenu une maîtrise de la Harvard Business School. Avant d'être nommé administrateur de la NASA, James M. Beggs a été vice-président exécutif et directeur de General Dynamics Corp. à Saint-Louis. Il avait auparavant été administrateur adjoint de la NASA de 1968 à 1969. De 1969 à 1973, il a été sous-secrétaire aux Transports. Il a ensuite rejoint Summa Corp. à Los Angeles en Californie avec le titre de directeur général puis General Dynamics en janvier 1974. Avant de rejoindre la NASA, il a travaillé pour Westinghouse Electric Company à Sharon et Baltimore pendant treize ans.
James M. Beggs a été administrateur de la NASA jusqu'en décembre 1985, date à laquelle il a dû se mettre en congé en raison d'une inculpation émise par le département de la Justice des États-Unis. Cette inculpation a été classée sans suite plus tard, et le procureur général des États-Unis a présenté ses excuses à James M. Beggs pour la gêne occasionnée. William Graham, son administrateur adjoint, a repris ses fonctions jusqu'à la nomination de James C. Fletcher.
Après avoir quitté la NASA, James M. Beggs a travaillé comme consultant à partir de ses bureaux de Bethesda.

### Famille
James M. Beggs a épousé Mary Harrison avec laquelle il a eu cinq enfants. 

## Sources
- (en) Cet article est partiellement ou en totalité issu de l’article de Wikipédia en anglais intitulé « James M. Beggs » (voir la liste des auteurs).
- Des parties de cet article sont fondées sur un texte de la NASA dans le domaine public.